# Боња (Бјела)
Боња је насеље у Италији у округу Бијела, региону Пијемонт.
Према процени из 2011. у насељу је живело 15 становника. Насеље се налази на надморској висини од 650 м.